# Вилминоре ди Скалве
Вилминоре ди Скалве (итал. Vilminore di Scalve) је насеље у Италији у округу Бергамо, региону Ломбардија.
Према процени из 2011. у насељу је живело 1547 становника. Насеље се налази на надморској висини од 1035 м.

## Становништво
| 1931. | 1936. | 1951. | 1961. | 1971. | 1981. | 1991. | 2001. | 2011. |
| ----- | ----- | ----- | ----- | ----- | ----- | ----- | ----- | ----- |
| 2.096 | 1.911 | 2.140 | 2.166 | 1.810 | 1.554 | 1.510 | 1.547 | 1.491 |